# Kourijärvi
Kourijärvi är en sjö i Finland. Den ligger i kommunen Ulvsby i landskapet Satakunta, i den sydvästra delen av landet, 210 km nordväst om huvudstaden Helsingfors. Kourijärvi ligger 65 meter över havet. Arean är 34 hektar och strandlinjen är 7,03 kilometer lång. Sjön  ingår i Kumo älvs huvudavrinningsområde.   I omgivningarna runt Kourijärvi växer i huvudsak blandskog.